# Тяжёлая атлетика на летней Спартакиаде народов СССР 1959
Соревнования по тяжёлой атлетике на II летней Спартакиаде народов СССР прошли с 9 по 15 августа 1959 года в Москве. В рамках этого турнира был также проведён 34-й чемпионат СССР. 253 участника из команд всех союзных республик, Москвы и Ленинграда были разделены на 7 весовых категорий и соревновались в троеборье (жим, рывок и толчок).  

## Медалисты
| Категория                  | Золото                                               | Золото                       | Серебро                                                       | Серебро                      | Бронза                                              | Бронза                       |
| До 56 кг (легчайший вес)   | Владимир Стогов Вооружённые Силы Москва              | 327,5 кг (100 + 100 + 127,5) | Бакир Фархутдинов «Динамо» Москва                             | 322,5 кг (105 + 95 + 122,5)  | Степан Ульянов «Локомотив» Казахская ССР (Алма-Ата) | 320 кг (102,5 + 97,5 + 120)  |
| До 60 кг (полулёгкий вес)  | Евгений Минаев Вооружённые Силы Москва               | 355 кг (115 + 105 + 135)     | Александр Бондаренко «Спартак» Украинская ССР (Белая Церковь) | 347,5 кг (107,5 + 105 + 135) | Михаил Медведев «Труд» Ленинград                    | 335 кг (100 + 105 + 130)     |
| До 67,5 кг (лёгкий вес)    | Акоп Фараджян «Динамо» Москва                        | 382,5 кг (112,5 + 115 + 155) | Анатолий Жгун «Спартак» РСФСР (Великие Луки)                  | 380 кг (112,5 + 120 + 147,5) | Виктор Бушуев «Труд» РСФСР (Горький)                | 380 кг (122,5 + 115 + 142,5) |
| До 75 кг (полусредний вес) | Фёдор Богдановский Вооружённые Силы Ленинград        | 417,5 кг (135 + 127,5 + 155) | Александр Курынов «Буревестник» РСФСР (Казань)                | 405 кг (127,5 + 120 + 157,5) | Альберт Малакин «Спартак» Ленинград                 | 400 кг (127,5 + 122,5 + 150) |
| До 82,5 кг (средний вес)   | Рудольф Плюкфельдер «Труд» РСФСР (Киселёвск)         | 445 кг (135 + 135 + 175)     | Юрий Расчёскин «Локомотив» Узбекская ССР (Ташкент)            | 425 кг (127,5 + 130 + 167,5) | Василий Пегов «Труд» РСФСР (Сетунь)                 | 420 кг (130 + 127,5 + 162,5) |
| До 90 кг (полутяжёлый вес) | Аркадий Воробьёв Вооружённые Силы РСФСР (Свердловск) | 455 кг (142,5 + 140 + 172,5) | Виталий Двигун Вооружённые Силы Таджикская ССР (Душанбе)      | 455 кг (135 + 145 + 175)     | Василий Степанов «Динамо» Латвийская ССР (Рига)     | 450 кг (150 + 135 + 165)     |
| Свыше 90 кг (тяжёлый вес)  | Юрий Власов Вооружённые Силы Москва                  | 495 кг (160 + 150 + 185)     | Евгений Новиков Вооружённые Силы Белорусская ССР (Минск)      | 457,5 кг (155 + 125 + 177,5) | Сергей Ромасенко «Труд» РСФСР (Куйбышев)            | 455 кг (140 + 135 + 180)     |